# Dancourt-Popincourt
Dancourt-Popincourt é uma comuna francesa na região administrativa de Altos da França, no departamento de Somme. Estende-se por uma área de 5,9 km². Em 2010 a comuna tinha 156 habitantes (densidade: 26,4 hab./km²).